# بلاك بنتو
بلاك بنتو (بالإنجليزية: BlackBuntu)‏ توزيعة لاختبار الاختراق التي تم تصميمها خصيصا لتدريب الطلاب والعاملين في مجال امن المعلومات. تاتي التوزيعة بسطح مكتب جنوم, والتوزيعة مبنية حاليا على توزيعة اوبنتو 10.10 وهي مرجع للتوزيعة باك تراك.

## فريق بلاك بنتو
يضم فريق عمل بلاك بونتو أشخاص من تايلاند, السعودية والبرازيل.

## وصلات خارجية
- موقع التوزيعة الرسمي